# ساردوری یکم

اورارتو (زرد رنگ) در طول سلطنت ساردوریس یکم.

ساردوری یکم یا ساردوریس یکم یکی از پادشاهان اورارتو در شمال شرقی آسیای صغیر بوده کهااز حدود سال ۸۲۵ تا ۸۳۴ پیش از میلاد. حکم فرمایی می‌کرده‌است؛ او پسر لوتپریس، پادشاه دوم اورارتو بوده که پایتخت امپراتوری به توشپا که امروز وان نامیده می‌شود منتقل کرده‌است.

## عنوان‌ها
ساردوری یکم عناوین زیر را با خود داشت:
- شاه بزرگ
- پادشاه توانا
- پادشاه امپراطوری جهان
- پادشاه نایری
- پادشاه بی مانند
- فوق‌العاده سرسخت
- بی‌باک در نبرد
- شاهی که دیگران را سرنگون می‌کند
- پادشاه پادشاهان
- کسی که تمامی پادشاهان گذشته اورارتو بدو احترام می‌کنند
- او موفق شد پسرش ایشپوئینی را بر تخت پادشاهی ترون بنشاند.

## ادبیات
- Boris Piotrovsky: The Ancient Civilization of Urartu, London, 1969